# Anthomuda cracens
Anthomuda cracens är en kräftdjursart som först beskrevs av Brian Frederick Kensley 1980.  Anthomuda cracens ingår i släktet Anthomuda och familjen Antheluridae. Inga underarter finns listade i Catalogue of Life.